# Erlenbach (Badenia-Wirtembergia)
Erlenbach – miejscowość i gmina w Niemczech, w kraju związkowym Badenia-Wirtembergia, w rejencji Stuttgart, w regionie Heilbronn-Franken, w powiecie Heilbronn, wchodzi w skład wspólnoty administracyjnej Neckarsulm. Leży  nad rzeką Sulm, ok. 5 km na północ od Heilbronn, przy autostradzie A6

## Galeria

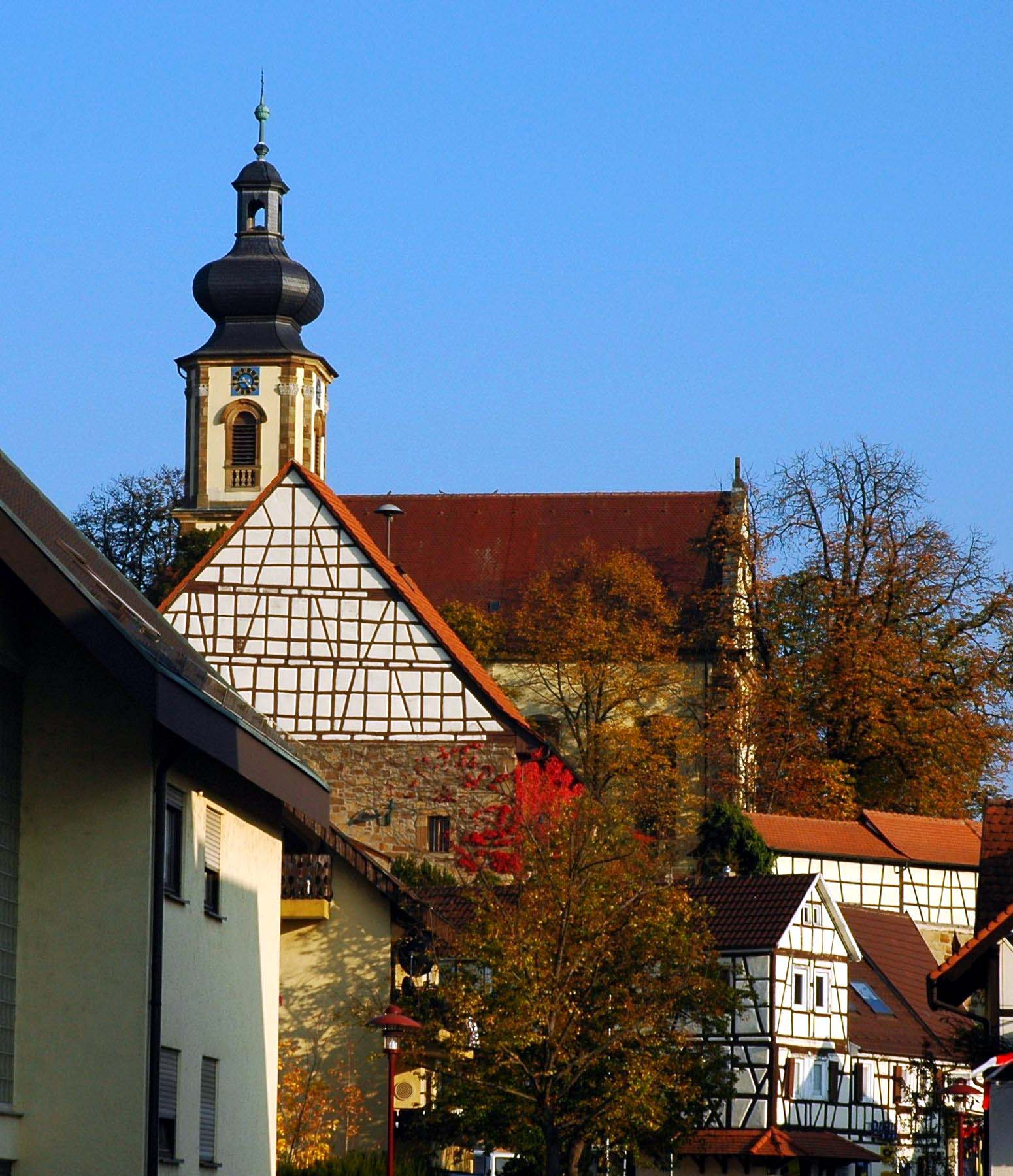
Dzielnica Binswangen
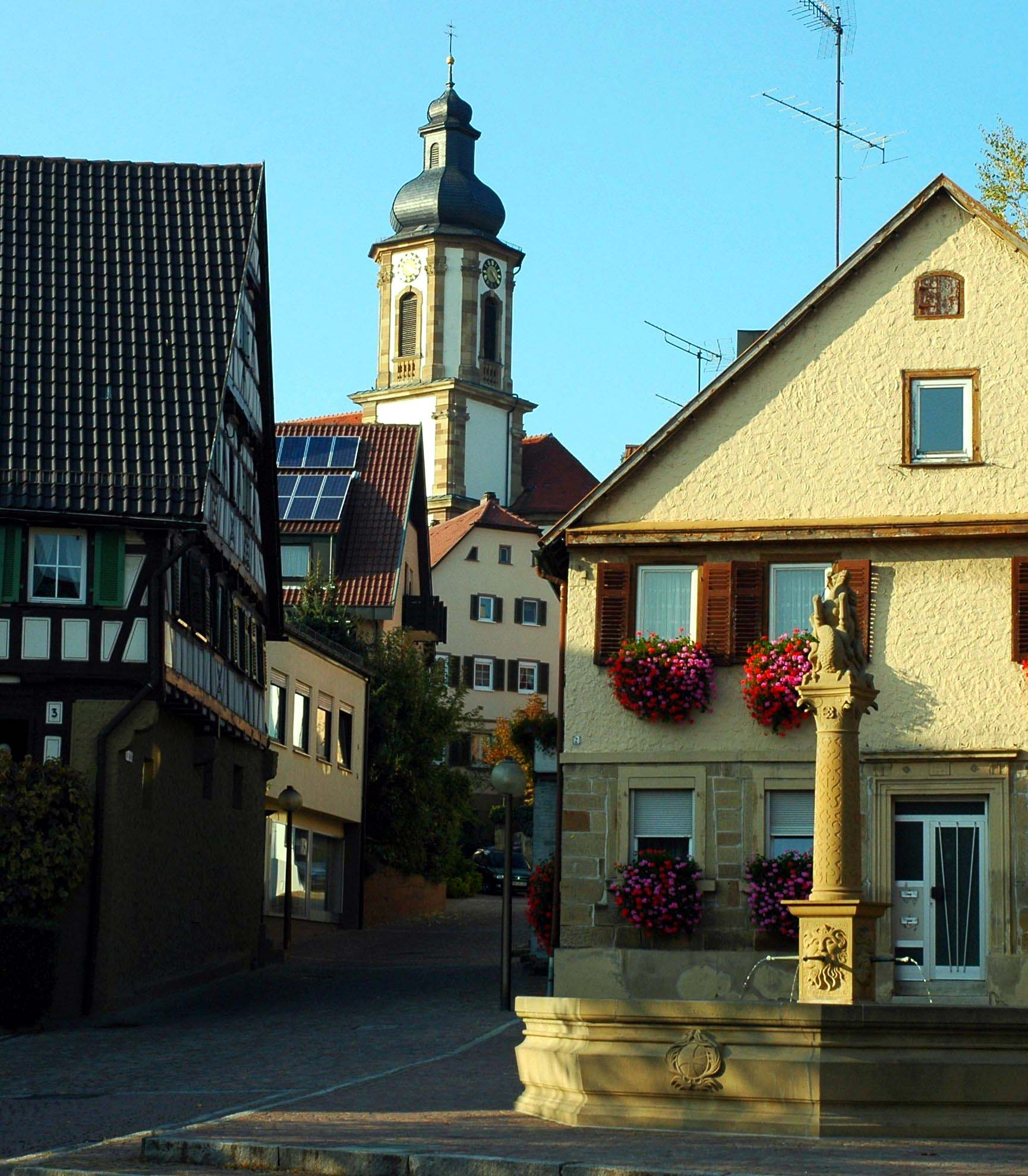
Rynek
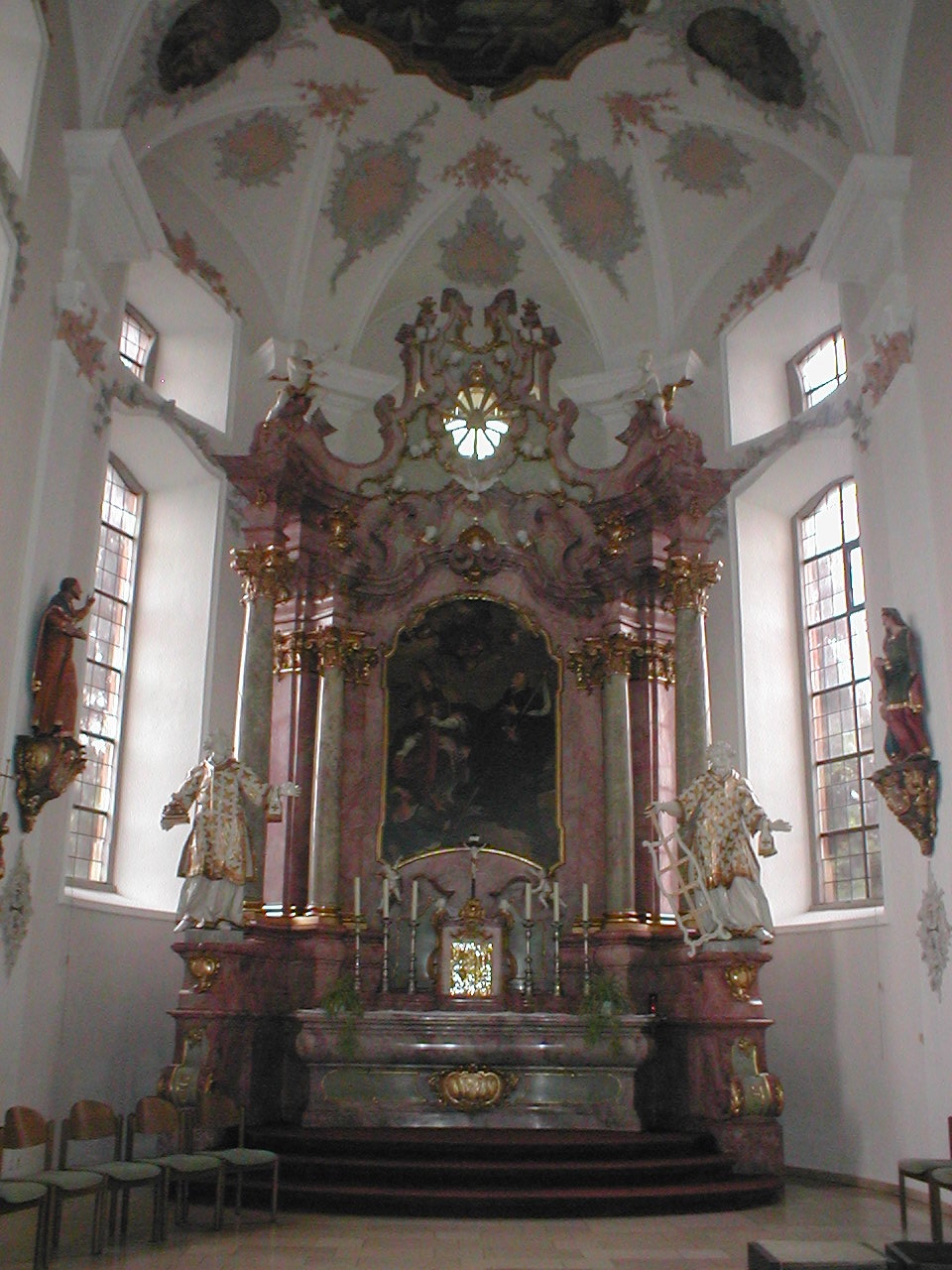
Wnętrze kościoła pw św. Marcina (St. Martinus)

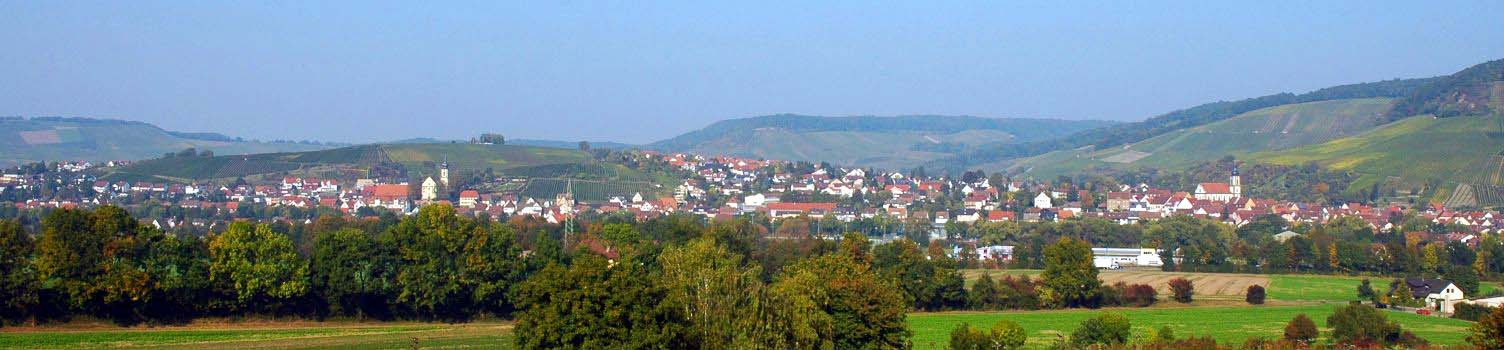
Panorama gminy